# Rio Desna

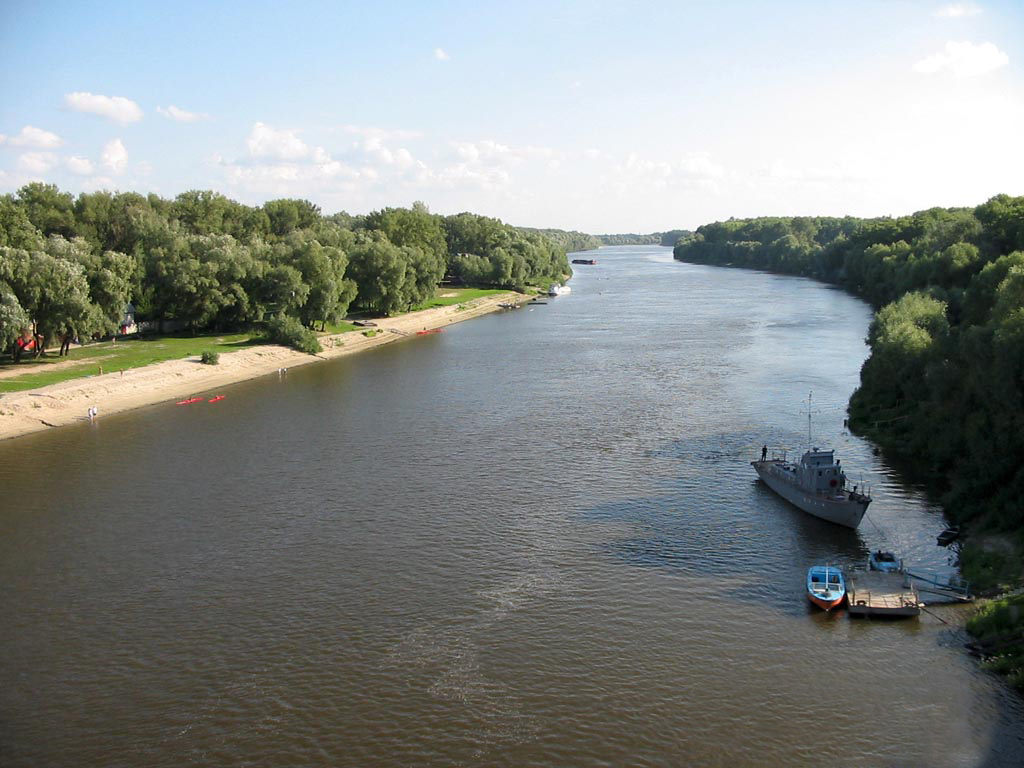
Rio Desna em Chernigov, Ucrânia.

Desna (em russo:  Десна; em ucraniano:  Десна) é um rio localizado na Rússia e na Ucrânia, afluente esquerdo do rio Dnieper. A palavra significa "mão direita" no antigo eslavo oriental. Seu comprimento é de 1 130 km e sua bacia de drenagem cobre 88 900 quilômetros quadrados.
Na Ucrânia, a largura do rio varia de 60 a 250 metros, com uma profundidade média de 3 metros. A descarga anual média na boca do rio é de 360 m³/s. O rio congela-se desde o início de dezembro até o início de abril e é navegável desde Novhorod-Siverskyi até a sua foz, que totaliza cerca de 535 km.